# جورج جيرارد
جورج جيرارد (بالإنجليزية: George Girard)‏ هو عازف جاز ومغني أمريكي، ولد في 7 أكتوبر 1930، وتوفي في 18 يناير 1957 في نيو أورلينز في الولايات المتحدة بسبب سرطان القولون.

## وصلات خارجية
- جورج جيرارد على موقع ميوزك برينز (الإنجليزية)
- جورج جيرارد على موقع أول ميوزيك (الإنجليزية)